# سليمة
سليمة (بالإنجليزية: Sliema)‏  هي بلدية في مالطا، تتبع Northern Harbour District ‏، بلغ عدد سكانها 13٬914  نسمة، في 2012، تبلغ مساحتها 1٫3 كيلومتر مربع.

## مدن توأم
المدن التوأم:
- Les Sables-d'Olonne  [لغات أخرى]‏.

## أعلام
- بيتر هيتشنز
- إدوارد أتارد
- أنطوان كاميلري
- جورج ماليا
- ريتشارد إنغلاند
- جوزيف كالييا
- جيوفاني فيليسي
- فتحي الشقاقي
- جورج بورغ أوليفييه